# Vallda församling
Vallda församling är en församling i Kungsbacka kontrakt i Göteborgs stift. Församlingen ingår i Särö pastorat och ligger i Kungsbacka kommun i Hallands län.

## Administrativ historik
Församlingen har medeltida ursprung. Församlingen har varit och är moderförsamling i pastoratet Vallda och Släp.

## Kyrkoherdar (Series pastorum)
| Ämbetstid    | Namn                          | Levnadstid | Övrigt |
| ------------ | ----------------------------- | ---------- | ------ |
| 1462         | Erik Gunnulfson               |            |        |
| 1511/1611    | Mats Jacobson (Mogens Jensen) |            |        |
| Omkring 1593 | Mats Lauritzen                |            |        |
| 1662         | Lars                          |            |        |
| 1669-1698    | Lars Hansson Ullmivallius     | -1698      |        |
| 1699-1729    | Pehr Comenius                 | -1729      |        |
| 1731-1753    | Magnus Hallenstedt            | -1753      |        |
| 1754-1776    | Gustaf Fredrik Hjortberg      | 1724-1776  |        |
| 1777-1800    | Anders Torén                  | 1736-1800  |        |
| 1800-1805    | Zacharias Kollinius           | 1756-1805  |        |
| 1805-1822    | Carl Henrik Dalin             | 1763-1822  |        |
| 1824-1846    | Johan Emanuel Ljungvall       | 1778-1846  |        |
| 1847-1867    | Fredrik Gustaf Levan          | 1804-      |        |

## Kyrkor
- Vallda kyrka